# 香港島專線小巴1號線
香港島專線小巴1號線為香港一條港島區專線小巴路線，由景益營運，來往中環香港站及山頂，途經馬己仙峽道，部分班次分別會繞經僑福道及加列山道（明德國際醫院），為香港境內首條專綫小巴路線。此路線起訖點和城巴15線相若，但取道較直接往來山頂及中環的馬己仙峽道（該道路只准3噸以下車輛進入），因此巴士必須繞經灣仔區方可上下山，本路線因而顯得較巴士直接。

## 簡介及歷史
1967年六七暴動期間，當時香港境內不少巴士路線被迫停駛或只能維持有限度服務，市區交通陷於癱瘓，加上當時香港人口正在膨脹，有見及此政府容許原本只准於新界地區行走的9座位的士和由客貨車改成的非法白牌車進入市區提供服務，成為今日紅色小巴的雛型。
1969年，當時的港英政府交通處長曾提出於山頂試行私營豪華小巴制度，以求令日常使用私家車往來者改乘小巴，以舒緩山頂區交通擠塞；其時除袁氏外另有Mr. John Wu參與競投該服務之經營權，並同樣獲批10個牌照，後來其因故退出，遂由袁獲得專營權。最終該豪華小巴路線於1972年5月1日10:00起投入服務，由袁照獨資經營的亞袁豪華小型巴士公司（Ah Yuen Super Light Bus Company）營辦，用車10輛，收費港幣1元。私營豪華小巴初時試辦1年，其後每年申請續辦。其後有關制度試驗成功，並於1974年改制為專綫小巴，本路線因而奠定今日專線小巴的基礎。
1978年11月24日，亞袁豪華小巴公司獲政府批出3年專營權，經營本路線、2號線及3號線，以取代原先以特別經營權試辦之安排。1981年10月23日政府收回亞袁的專營權，3線一併重新公開招標，同年12月1日起由蘇祺接辦，至1986年改由新聯接手。
1982年9月5日，假日增設特別班次，於07:30-19:30間由中環（添馬艦）循環來往麥當勞道，每15分鐘一班，收費港幣1元，該班次在1987年8月26日獲編為1A。
1986年5月12日上午十時起，往中環（添馬艦）方向改經雪廠街及皇后大道中往畢打街，不再途經雲咸街，以配合沿雲咸街下行車輛不得直駛畢打街的新措施。
2005年5月15日，中環的總站遷往香港站。
2008年5月：往中環方向頭班車提早15分鐘至06:45。
2009年6月起：逢星期一至五16:00-18:00期間加派一輛特別車行走中環及僑福道。
2011年10月3日：上下午繁忙時間由香港站開出之班次改經民祥街、龍和道及愛丁堡廣場，不經大會堂。

## 服務時間及班次
| 日期             | 服務時間 （往山頂） | 服務時間 （往香港站） | 班次 （分鐘） |
| ---------------- | ------------------- | --------------------- | ------------- |
| 星期一至星期六   | 06:30-23:59         | 06:45-00:25           | 5-15          |
| 星期日及公眾假期 | 07:00-24:00         | 07:25-00:25           | 5-15          |

## 收費
- 全程收費：$11.8
  - 僑福道往山頂：$5.4
  - 明德醫院往山頂：$1.4
  - 僑福道往中環：$5.4
  - 畢打街往中環：$1.4

## 行車路線
山頂方向

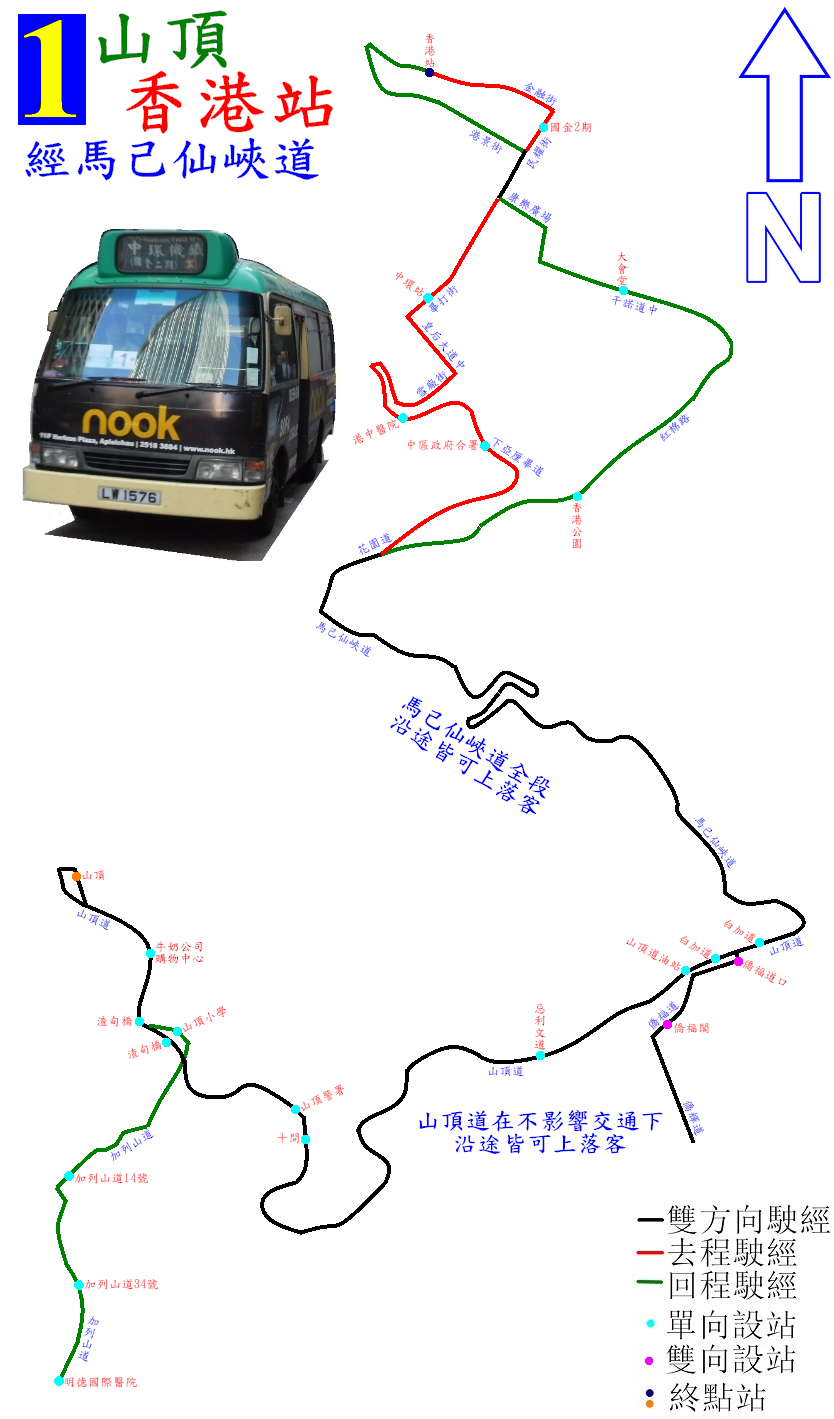
1路線的走線圖

途經：金融街、民吉街、民祥街、民耀街、康樂廣場、干諾道中、夏慤道、紅棉路、花園道、馬己仙峽道、山頂道[、僑福道、文輝道、僑福道、山頂道][、賓吉道、加列山道及山頂道]。
- 07:00-09:30及18:00-20:00改經龍和道及愛丁堡廣場，不經桃紅色字街道
- 藍字的道路表示有關道路在平日22:25前，星期日及公眾假期09:00-13:00途經，其餘時間因應乘客需求繞經
- 橙字的道路表示有關道路在星期日及公眾假期13:00-19:00因應乘客需求繞經

香港站方向
途經：山頂道[、僑福道、文輝道、僑福道、山頂道]、馬己仙峽道、花園道、下亞厘畢道、雪廠街、皇后大道中、畢打街、康樂廣場、民耀街及金融街。
- 藍字的道路表示有關道路在平日22:25前，星期日及公眾假期09:00-13:00途經，其餘時間因應乘客需求繞經

| 1 | 香港站小巴總站        | 香港站公共運輸交匯處 |
| 2 | 國際金融中心商場      | 民祥街               |
| 3 | 郵政總局              | 康樂廣場             |
| 4 | 大會堂                | 干諾道中             |
| 5 | 香港公園              | 紅棉路               |
| 6 | 寶雲道                | 馬己仙峽道           |
| 7 | 嘉慧園                | 馬己仙峽道           |
| 8 | 馬己仙峽道9號         | 馬己仙峽道           |
| 9 | 馬己仙峽道15號        | 馬己仙峽道           |
| 10                                                                                                   | 馬己仙峽道26號        | 馬己仙峽道           |
| 11                                                                                                   | 僑福閣#               | 僑福道               |
| 12                                                                                                   | 樂善美道#             | 文輝道               |
| 13                                                                                                   | 文輝道6號#            | 文輝道               |
| 14                                                                                                   | 文輝道2號#            | 文輝道               |
| 15                                                                                                   | 白加道                | 山頂道               |
| 16                                                                                                   | 僑福道                | 山頂道               |
| 17                                                                                                   | 歌賦山道              | 山頂道               |
| 18                                                                                                   | 忌利文道              | 山頂道               |
| 19                                                                                                   | 山頂警署              | 山頂道               |
| 20                                                                                                   | 十間                  | 山頂道               |
| 21                                                                                                   | 加列山道              | 山頂道               |
| 22                                                                                                   | 英基學校協會山頂小學* | 賓吉道               |
| 23                                                                                                   | 加列山道14號*         | 加列山道             |
| 24                                                                                                   | 明德國際醫院*         | 加列山道             |
| 25                                                                                                   | 加列山道34號*         | 加列山道             |
| 26                                                                                                   | 渣甸橋                | 山頂道               |
| 27                                                                                                   | 山頂小巴總站          | 山頂公共運輸總站     |
| 圖例： #星期一至六晚22:25後，假日09:00前及13:00後，祗按乘客要求繞經 *假日13:00-19:00祗按乘客要求繞經 |                       |                      |

## 用車
此路線全數用車為豐田Coaster石油氣小巴。

## 主要客源
- 山頂地區及馬己仙峽道沿線居民
- 到山頂遊覽的香港市民及外地遊客

## 外部連結
- 運輸署官方路線資料：香港島專線小巴路線第1號 （页面存档备份，存于）